# SN 2011ex
SN 2011ex – supernowa typu Ia odkryta 13 czerwca 2011 roku w galaktyce A154851+6257. W momencie odkrycia miała maksymalną jasność 17,60m.